# Route 334 (Nouvelle-Écosse)
Pour les articles homonymes, voir Route 334.
La route 334 est une route secondaire de la Nouvelle-Écosse d'orientation sud-nord située dans le sud-ouest de la province, à l'est de Yarmouth. Asphaltée sur l'ensemble de son tracé, elle a une longueur de 20 km. Elle est faiblement empruntée.

## Tracé
La route 334 débute à Lower Wedgeport, à sa jonction avec Stone Rd., qui aboutit en cul-de-sac. Elle se dirige vers le nord pendant 15 kilomètres, en suivant la rive ouest de la rivière Tusket, et en traversant la ville de Wedgeport. Elle tourne ensuite vers l'ouest pour 3 kilomètres avant de se terminer sur une intersection en T sur la route 3, à Arcadia, 7 kilomètres à l'est de Yarmouth.

## Communautés traversées
1. Lower Wedgeport (0)
2. Wedgeport (6)
3. Upper Wedgeport (8)
4. Plymouth (14)
5. Arcadia (20)

(): km